# Afturelding
Ungmennafélagið Afturelding, comúnmente conocido como Afturelding o UMFA, es un club deportivo profesional islandés de la ciudad de Mosfellsbær ubicado al norte de la capital Reikiavik. El club fue fundado en 1909 y hoy en día es conocido principalmente por sus equipos de balonmano, fútbol y voleibol.

## Fútbol
El equipo juega sus partidos en casa en el campo de césped artificial Varmárvöllur en Mosfellsbær. Anteriormente, el club jugaba en un campo de césped natural en Varmárvöllur, pero desde 2018 todos los partidos en casa se juegan en el campo artificial. El club también cuenta con un gran campo de entrenamiento de césped en Tungubakkar.

### Fútbol masculino

#### Historia
En 2005, el club fichó al futuro portero de la selección nacional Hannes Þór Halldórsson.
En 2007, el exjugador del equipo de reserva del Manchester United, Aaron Burns, jugó dos partidos para Afturelding y marcó un gol antes de regresar a Inglaterra.
Afturelding ascendió a la primera deild en 2008, pero descendió nuevamente en 2009. En 2012, Afturelding terminó en el quinto lugar en la 2. deild después de tener la oportunidad de ascender antes de la última jornada de la liga. El equipo también tuvo una buena carrera en la copa que terminó cuando Afturelding perdió 3–2 contra el club de la primera división Fram en Varmárvöllur. Después de diez años en la 2. deild, Afturelding ascendió nuevamente al ganar la 2. deild en 2018. En 2019, el equipo terminó en el octavo lugar en la 1. deild karla.[cita requerida]

#### Títulos
- 2. deild karla: 2018
- 3. deild karla: 1986, 1999

Fuente

#### Jugadores destacados
- Hannes Þór Halldórsson
- Helgi Sigurðsson